# Ljubav (album Ekatarine Velike)
Ljubav je četvrti studijski album srpske rock grupe Ekatarina Velika. Ovo je također prvi album izdan za diskografsku kuću PGP RTB, i prvi na kojem bend surađuje s australijskim glazbenikom i producentom Theodorom Yannijem. Smatra se, po mišljenju kritike, jednim od najboljih izdanja jugoslovenske rock scene.

## Pjesme
(Muzika i aranžman - Ekatarina Velika, tekstovi pjesama - Milan Mladenović, osim tamo gdje je drugačije naznačeno)

### A strana
1. "Zemlja" - 3:57 (tekst: M. Mladenović, M. Stefanović)
2. "Pored mene" - 5:25
3. "Ljubav" - 3:33
4. "Sedam dana" - 6:28 (tekst: M. Stefanović)

### B strana
1. "Voda" - 4:40
2. "Prvi i poslednji dan" - 3:37 (tekst: M. Mladenović, M. Stefanović)
3. "Ljudi iz gradova" - 3:25
4. "Zid" - 4:01
5. "Tonemo" - 4:10

## Glazbenici
- Milan Mladenović - gitara, vokal
- Margita Stefanović - klavir, klavijature
- Bojan Pečar - bas-gitara
- Srđan Todorović - bubnjevi, daire

## Ostalo
Snimljeno u studiju 5 RTB, u kolovozu i rujnu 1987. Miksano u studiju SIM, u Zagrebu. 
- Snimatelj i producent: Theodore Yanni i EKV
- Izvršni menadžer: Nebojša Grgić
- Dizajn: Vuk Veličković i Magi
- Fotografije i grafika: Vuk Veličković